# Karen Jupp
Karen Lee Jupp (* 26. Januar 1966) ist eine australische Badmintonspielerin.

## Karriere
Karen Jupp nahm 1986 an den Commonwealth Games teil, wo sie mit dem australischen Team Bronze gewinnen konnte. Im Einzel und im Mixed schied sie bei derselben Veranstaltung in der ersten Runde aus, während sie im Doppel bis in die zweite Runde vordringen konnte. 1987 startete sie in der Whyte Trophy.